# Prákrit nyelvek
A prákrit nyelvek (szanszkrit jelentése: természetes) az i. e.  6. század és az i. sz. 11. század közötti irodalmi nyelvek gyűjtőneve. Az indoárja nyelvek csoportjába tartozik, nyelvtörténetileg középind nyelvek néven is ismert. Buddha ezt a nyelvet használta (páli), a buddhizmus általános nyelve.
Kategóriái:
- Vallásos: páli, ardhamágadhi (ársa), dzsaina mahárástri, dzsaina sauraszéni
- Irodalmi: mahárástri, mágadhi, paisácsi, apabharamsa
- Szanszkrit drámák betétei
- Ind grammatikusok leírásában szereplő nyelvek
- Indián kívüli nyelvek: kharosti írással jegyzett nyelvek, például a Dhammapada („A Törvény útja”)
- Asóka feliratai

Prákrit világi irodalomról nem beszélhetünk, bár a szanszkrit drámákban a nők és az alacsonyabb kasztok tagjai középind nyelveken beszélnek.

## Jellemzői
A szanszkrithoz képest egyszerűsödés figyelhető meg a szó végi mássalhangzók és a zenei hangsúly terén, amik eltűntek (illetve az utóbbi erősségi hangsúllyá alakult. Az 'r' hangzó visszaszorul és a mássalhangzócsoportok előre- vagy hátrahasonulással megkettőződnek (dharma→dhamma). Gyakori a zöngésülés.
Az egyes szám és a többes szám mellől a kettős szám elmaradt. Az esetek száma csökkent, így a birtokos és a részes eset összeolvadt. A nemek megmaradtak.
Az igeragozás egyszerűsödött, múlt idő nem létezik, csak jelen és a jövő. A múlt idő kifejezése a múlt idejű melléknévi igenév használatával történik.
A szórend, akárcsak a szanszkritban, kötetlen.